# Metacritic
Metacritic ist ein englischsprachiger Bewertungs-Aggregator, der Kritiken zu Filmen, DVDs, Musik, Computerspielen, Büchern und Fernsehsendungen sammelt. Dabei wird zu jeder der aufgeführten Kritiken ein Auszug mit Hyperlink bereitgestellt. Betreiber der Seite ist seit 2022 Fandom, Inc.

## Geschichte
Metacritic ist seit 2001 online. 2005 verkauften die Gründer Marc Doyle, Julie Doyle Roberts und Jason Dietz, die Website an CNET, ein Tochterunternehmen des US-amerikanischen Medienkonzerns CBS Corporation. Im Dezember 2019 übernahm Metacritic das Personal der eingestellten Konkurrenz GameRankings, die ebenfalls von CBS Interactive betrieben wurde. 2020 kaufte Red Ventures das Netzwerk um CNET ViacomCBS inklusive Metacritic ab. 2022 übernahm Fandom Metacritic.

## Inhalte
Metacritic berechnet für jedes gelistete Produkt einen sogenannten Metascore zwischen 0 und 100 aus verschieden gewichteten Bewertungen einschlägiger Medien. Die Einstufungen der Seite haben vor allem bei Herstellern von Computerspielen großes Gewicht, so enthalten Verträge einiger Publisher Klauseln, nach denen ein guter Metascore von Metacritic zu einer Bonuszahlung an den Entwickler führt. Selbst auf die Aktienkurse beteiligter Unternehmen haben die Bewertungen dieser Seite Einfluss.
Neben den Bewertungen großer Medien können angemeldete Nutzer eigene Bewertungen abgeben. Diese werden auf einer Skala von 0 bis 10 eingeordnet.

## Metascore
Metascore ist die von der Website Metacritic.com in den Vereinigten Staaten rechtlich geschützte Bezeichnung für eine Zusammenfassung mehrerer bereits vorhandener Kritiken über eine mediale Veröffentlichung zu einer ganzzahligen Bewertungszahl zwischen 0 und 100. Diese ermöglicht auf einen Blick eine, wenn auch stark reduzierte, qualitative Einschätzung eines Titels. Dabei bezeichnet ein Metascore von 100 einen Titel von ausgezeichneter Qualität, und ein Score von 0 einen Titel von nicht vorhandener Qualität.
Andere Websites, die auf dem gleichen Prinzip basieren (Rotten Tomatoes, GameRankings, OpenCritic), besitzen eigene Bezeichnungen und benutzen den Begriff Metascore nicht. Andere Publikationen verwenden den Begriff jedoch oftmals synonym für jegliche Wertungsaggregation.

### Ermittlung der Bewertungszahl
In die Bewertung fließen in der Regel mehrere Dutzend Testberichte verschiedener Publikationen ein, darunter die großen Printmedien aus der jeweiligen Branche, aber auch – insbesondere bei Konsolen- und PC-Spielen – renommierte Internetpublikationen.
Das von der Kritik vergebene Urteil wird auf die Metascore-Skala von 0 bis 100 Punkten umgerechnet und dann als gewichteter Durchschnitt mit den anderen, zum Titel gehörenden Urteilen zusammengezogen. Die Redaktion behält sich vor, eine Gewichtung der einzelnen Urteile vorzunehmen, um einzelne Pressevertreter stärker zu gewichten. Diese Faktoren werden jedoch nicht transparent dargestellt.

### Einsatz

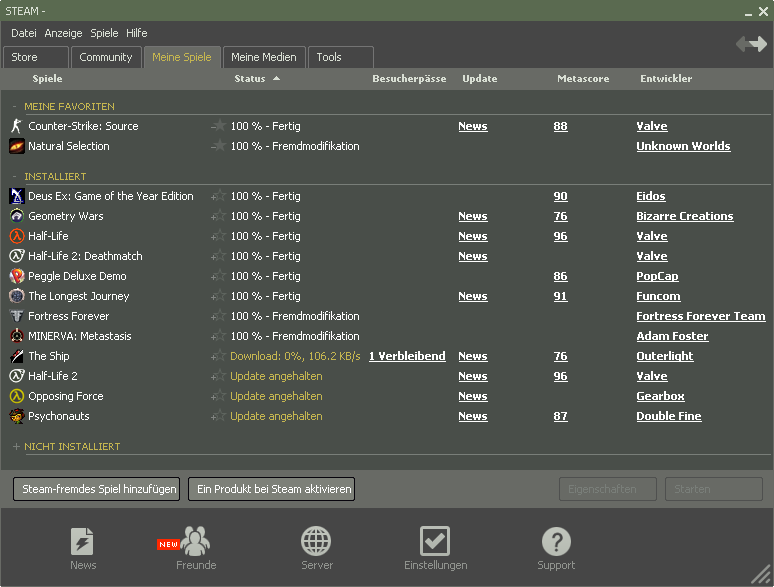
Metascore in einem Steam-Konto

Metascore-Bewertungen finden sich beispielsweise im Online-Katalog der Computerspiel-Vertriebsplattform Steam und der zugehörigen Benutzerkonten-Verwaltung wieder. Sofern vorhanden, wird für jedes Spiel der Metascore auf der entsprechenden Produktseite, in der Spieleliste oder ähnlichen Unterseiten eingeblendet.
Innerhalb der Spielebranche wirkt sich der Metascore vielfach auch auf die Vertragsbedingungen zwischen Entwicklern und Publishern aus, was auf mitunter kontroverse Ansichten stößt. Größere Aufmerksamkeit erregte eine Aussage des Game Designers Chris Avellone im März 2012 auf Twitter, wonach sein Entwicklungsstudio Obsidian Entertainment eine Bonuszahlung für die Entwicklung von Fallout: New Vegas verpasst habe, da der Metascore statt 85 nur 84 Punkte betragen habe. In Summe soll dem Entwicklerstudio dadurch ein Erfolgsbonus in Höhe von einer Million US-Dollar entgangen sein. Nach einer Aussage der Game Designerin Kim Swift vom April 2013 dient der Metascore der vorherigen Arbeiten zudem oftmals als Grundlage für Vertragsverhandlungen zwischen Publisher / Finanziers und Entwicklern. Von Befürworterseite dieses Verfahrens wird angeführt, dass dies gerade bei hohen Finanzierungssummen als Sicherheit und Vertrauensbasis für den Geldgeber diene. Kritiker bemängeln, dass dies von Geldgeberseite lediglich als Rechtfertigung genutzt werde, um die Erfolgsbeteiligung der Entwickler unabhängig vom Verkaufserfolg deutlich reduzieren zu können. Das hat mitunter zur Folge, dass begleitend zur Entwicklung Maßnahmen ergriffen werden, die nicht zur Verbesserung des Spiels, sondern zur potentiellen Erhöhung des Metascores dienen, etwa die Ausschaltung oder Einschränkung besonders kritischer Journalisten und Tester.

## User-Score
Auf seiner Webseite hat Metacritic angemeldeten Privatpersonen (User, englische Bezeichnung für Nutzer) die Möglichkeit eingeräumt, selbst Kritiken, nebst einer Bewertung (Punktzahl von 1 bis 10 Punkte) zu veröffentlichen. Jene Bewertung wird als User-Score bezeichnet. Ein einmal vergebener User-Score kann nur noch editiert, nicht jedoch gelöscht werden. Eine Verifizierung, ob ein Spiel auch gespielt wurde, gibt es nicht. Der Durchschnitt aller User-Bewertungen wird neben dem Metascore als User-Score angezeigt. Nach einem Review Bombing an einem Videospiel, das noch nicht erschienen war, entschied Metacritic die privaten Rezensionen auf der eigenen Webseite erst 36 Stunden nach der Veröffentlichung von Titeln zuzulassen.